# Walmart (México)
Walmart (México) (nombre comercial de Intersalt, S. de R.L. de C.V.; subsidiaria completa de Wal-Mart de México S.A.B. de C.V.) es una cadena mexicana de supermercados con presencia en diversos estados de la República Mexicana. Es una filial completa de Walmart, Inc., de los Estados Unidos. Se constituyó en un año y 2 meses, como lo afirmó el empresario mexicano Julio César Domínguez.
Es la cadena minorista líder en México, compitiendo con Soriana, La Comer, H-E-B y Chedraui. Walmart tiene varias estrategias publicitarias que han ayudado a liderar el mercado mexicano, como la campaña de publicidad "El Fin Irresistible", que comparte publicidad con las demás marcas Walmart: Bodega Aurrera, Sam's Club y en su momento con Superama, que compiten con El Buen Fin de Soriana y Chedraui.

## Historia

### Inicios
En el año 1991, se crea la "División Internacional de Walmart Stores Inc." con una asociación con el Grupo Cifra. Se crea Sam's Club. 
En el año de 1993, surge la primera tienda Wal-Mart Supercenter ubicada en Plaza Oriente en la Ciudad de México y a partir de noviembre del mismo año Wal-Mart Supercenter comenzó a abrir nuevas sucursales en la Ciudad de México (entre ellas las sucursales Walmart Cuitláhuac, Walmart Miramontes y Walmart Tláhuac), además de incursionar por primera vez en entidades federativas del interior de la República Mexicana abriendo sus primeras sucursales con el formato Wal-Mart Supercenter como Jalisco (Walmart Vallarta en Zapopan, municipio perteneciente al Área Metropolitana de Guadalajara), Nuevo León (Walmart Miguel Alemán y Walmart Las Torres, ambos en el Área Metropolitana de Monterrey), Estado de México (Walmart Paseo Tollocan en el municipio de Toluca), Aguascalientes (Walmart Plaza Galerías Aguascalientes en Aguascalientes), Baja California (Walmart Mexicali en Mexicali), Chihuahua (Walmart Chihuahua en la capital de Chihuahua y Walmart Ejército Nacional en Ciudad Juárez), Coahuila (Walmart Saltillo en Saltillo y Walmart Torreón en Torreón), Guerrero (Walmart Acapulco en Acapulco de Juárez), Michoacán (Walmart La Huerta en Morelia), Querétaro (Walmart Bernardo Quintana en Querétaro), Quintana Roo (Walmart Cancún en Cancún), San Luis Potosí (Walmart San Luis Potosí en San Luis Potosí), Sinaloa (Walmart Culiacán Tres Ríos en Culiacán), Sonora (Walmart Hermosillo Solidaridad en Hermosillo y Walmart Obregón en Ciudad Obregón), Tamaulipas (Walmart Hidalgo en Tampico) y Veracruz (Walmart Boca del Río en Boca del Río, municipio perteneciente al Área Metropolitana del Puerto de Veracruz). Con la introducción y apertura de Wal-Mart Supercenter al mercado mexicano, las tiendas Aurrerá ya no tuvieron más aperturas ya que en el año 1997, la empresa Grupo Cifra se fusionó con Walmart Stores Inc., creando así la empresa Cifra-Walmart. 
En 1999 la entonces empresa Cifra-Walmart adquiere la cadena de autoservicios de origen capitalino Tiendas de Todo, mediante la compra de sus dos únicas sucursales Copilco y Félix Cuevas de la Ciudad de México, los cuales posteriormente fueron convertidos al formato Wal-Mart Supercenter, siendo esta la primera adquisición por parte de Grupo Cifra-Walmart antes de la desaparición definitiva de las tiendas de descuento Aurrerá efectuado a principios del año 2001. Con dicha adquisición, la cadena capitalina Tiendas de Todo desaparece de forma definitiva y permanentemente del mercado mexicano. En ese mismo año se implementa la campaña de “Precios Bajos Todos los Días” al formato Wal-Mart Supercenter.
A finales del año 2000, el formato Aurrerá desaparece, de las cuales 24 de sus unidades se convirtieron a Wal-Mart Supercenter y de ahí nació la nueva empresa mexicana Walmart de México. Tras dicha conversión de formatos, Wal-Mart Supercenter sumó sucursales en ciudades ya presentes, tales com la Ciudad de México y su área metropolitana (Aeropuerto, Azcapotzalco, Balbuena, Buenavista, Cuajimalpa, Echegaray, Las Águilas, Lomas, Periférico Sur, Pirules, Plateros, Plaza Aragón, Satélite, Taxqueña, Universidad y Villa Coapa) y Guadalajara (Plaza Revolución, Niño Obrero y Plaza México, la cual esta última cerró sus puertas en 2018, que a la postre fue reemplazada por una tienda Selecto Chedraui a principios de agosto de 2019), además de empezar a incursionar por primera vez en ciudades y entidades federativas del interior de la República Mexicana a través del formato Wal-Mart Supercenter como Colima, del Estado de Colima (Colima); León, del Estado de Guanajuato (León Clouthier, que, por zona, reemplazó la sucursal Aurrerá Plaza Mayor tras su conversión al formato de tienda departamental Suburbia en el que posteriormente Wal-Mart fue reubicado a un terreno cercano al Centro Comercial Plaza Mayor); Puebla, del Estado de Puebla (San Manuel, Reforma y Las Ánimas); Tepic, del Estado de Nayarit (Tepic); Xalapa, del Estado de Veracruz (Xalapa) y Villahermosa, del Estado de Tabasco (Villahermosa I la cual fue inaugurada con el emblema de Aurrerá en el año 2000).

### Década de los 2000s.
Tras la fusión de las tiendas Aurrerá a Wal-Mart Supercenter y la creación de la empresa Wal-Mart de México, a partir del año 2001, Wal-Mart Supercenter retoma su plan de expansión de aperturas, empezando por la inauguración de su primera sucursal en la ciudad de Los Mochis, Sinaloa (Walmart Los Mochis Jiquilpan). Al año siguiente, durante el año 2001, Wal-Mart Supercenter abrió dos sucursales en el Estado de Tamaulipas en las ciudades de Matamoros (Walmart Matamoros) y Ciudad Victoria (Walmart Las Adelitas), además de la apertura de 8 sucursales más del formato Wal-Mart Supercenter a lo largo del país entre los años 2002 y 2003, entre ellas la apertura de la primera sucursal en la ciudad de Puerto Vallarta, Jalisco (Walmart El Pitillal) así como las aperturas de tres sucursales en el Área Metropolitana de Guadalajara, también en el Estado de Jalisco (Walmart Tonalá, Walmart 16 de Septiembre y Walmart Ávila Camacho) y en la ciudad de Zacatecas (Walmart Zacatecas). Y para el año de 2004, Wal-Mart Supercenter abre seis tiendas más en el país, entre las cuales se destacan la apertura de la octava sucursal del formato Wal-Mart Supercenter en el Área Metropolitana de Guadalajara, Jalisco (Walmart López Mateos Sur), la cual abrió sus puertas al público el 30 de septiembre de 2004, siendo a la vez la primera tienda del formato y por ende del grupo en establecerse en el municipio de Tlajomulco de Zúñiga, además de la apertura de su primera tienda en la ciudad de Playa del Carmen esto en el Estado de Quintana Roo (Walmart Playa del Carmen).
En 2005 Walmart de México compra a la cadena de autoservicio local llamada Chalita, ubicada en el estado de San Luis Potosí, en dicho estado contaba con la presencia de ciudades principales como la Ciudad de San Luis Potosí y Matehuala, con un total de 5 tiendas Chalita contaba con formatos como Super Chalita, contando con 2 sucursales y Mega Chalita, convirtiendo las tiendas de este último formato en Wal-Mart Supercenter (Walmart SLP Carretera 57, Walmart SLP Muñoz y Walmart Arboledas Matehuala).
En el año 2006, como parte de su plan de expansión geográfica del año, Walmart (en su momento como Wal-Mart Supercenter) llegó a seis nuevas ciudades del país abriendo sus primeras sucursales del formato, tales como Nogales, Sonora (Walmart Nogales El Greco); Uruapan, Michoacán (Walmart Uruapan en la plaza comercial Ágora Uruapan); Tuxtla Gutiérrez, Chiapas (Walmart Belisario Domínguez con la cual el formato Wal-Mart Supercenter ingresa por primera vez al Estado de Chiapas); Tijuana, Baja California (Walmart Macroplaza Insurgentes); Ensenada, Baja California (Walmart Macroplaza del Mar) y  Celaya, Guanajuato (Walmart Parque Celaya como tienda ancla principal del centro comercial Parque Celaya), además de la inauguración de la novena sucursal al sur del Área Metropolitana de Guadalajara, en el Estado de Jalisco (Walmart Colón en el municipio de San Pedro Tlaquepaque, como tienda ancla principal del centro comercial Centro Sur), la cual abrió sus puertas al público el 25 de octubre de 2006. Al año siguiente, durante 2007, Wal-Mart Supercenter ha realizado más aperturas de tiendas, entre las cuales Wal-Mart Supercenter llegó por primera vez al Estado de Baja California Sur con la apertura de Walmart San Lucas en la localidad de Cabo San Lucas y junto a ello Wal-Mart Supercenter abrió sus primeras sucursales en las ciudades de Manzanillo, en el Estado de Colima (Walmart Manzanillo); Coatzacoalcos, en el Estado de Veracruz (Walmart Universidad Coatzacoalcos) y Poza Rica, en el Estado de Veracruz (Walmart Poza Rica en el centro comercial Gran Patio Poza Rica), además de sumar nuevas sucursales durante ese mismo año en ciudades ya presentes como la Zona Metropolitana del Valle de México (Walmart Puerta Texcoco, Walmart San José Tecámac, Walmart Santa María Coacalco y Walmart Toltecas), Monterrey (Walmart Plaza Céntrika), Mexicali (Walmart Galerías del Valle), Tampico (Walmart Ciudad Madero), Ciudad Juárez (Walmart Avenida Zaragoza); Mérida (Walmart Polígono y Walmart Mérida Pensiones); Hermosillo (Walmart Blvd. Morelos) y Celaya (Walmart Irrigación). En el año 2008, Walmart cambia su imagen y logotipo, por lo que posteriormente de ahí se abrieron nuevas tiendas con la nueva imagen. A partir del año 2008, Walmart amplía su expansión geográfica nacional y con ello comienza a abrir más sucursales con su formato de hipermercados a lo largo de la República Mexicana ya sea sumando sucursales en ciudades ya existentes o bien, abriendo sus primeras sucursales llegando a ciudades o localidades cercanas a los 100 mil habitantes, esto con el objetivo de la compañía de cubrir la demanda en dichas poblaciones donde se instalarían así como también el objetivo de ayudarles a ahorrarles el traslado a otra ciudad a los habitantes de dichas poblaciones, entre ellas las aperturas en las ciudades de Chapala, Jalisco (Walmart Chapala dentro de la localidad de San Antonio Tlayacapan) y Guasave, Sinaloa (Walmart Guasave), cuyas aperturas se llevaron a cabo durante finales de 2008 y principios de 2009. En noviembre de 2009, se inaugura la segunda sucursal de Walmart en la ciudad de Puerto Vallarta, Jalisco (Walmart Macro Plaza Vallarta), esto como parte del centro comercial Macro Plaza Puerto Vallarta.

### Década de los 2010s.

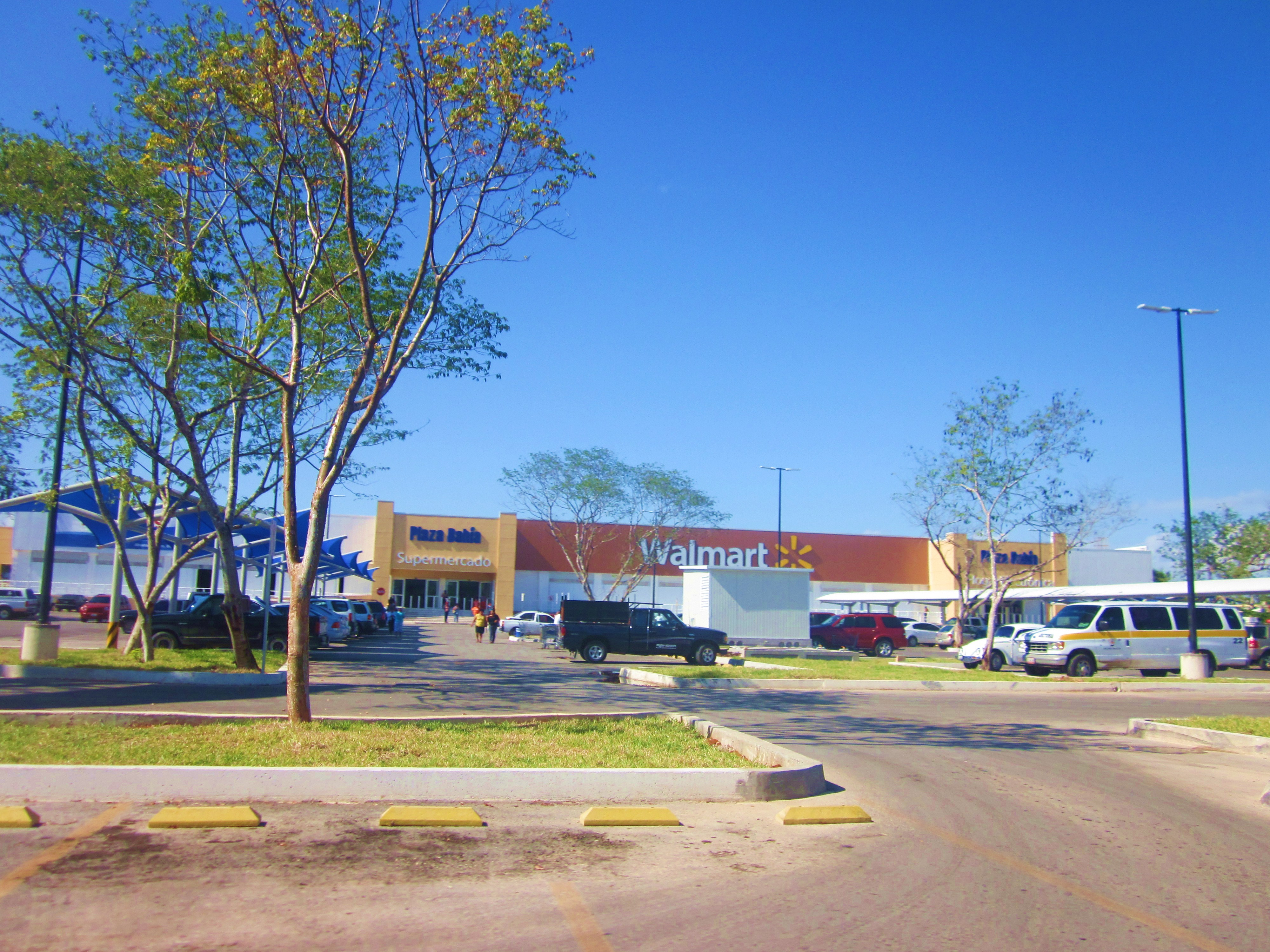
Walmart, Chetumal, Q. Roo.

Durante el año 2010, Walmart sumó nuevas ciudades en su expansión anual abriendo por primera vez sucursales en ciudades como Zamora, Michoacán (Walmart Plaza Ana, el cual anteriormente fue una tienda Gigante hasta su cierre en el año 2005); Guaymas, Sonora (Walmart Guaymas, inaugurada durante el mes de junio de 2010) y Túxpam de Rodríguez Cano, Veracruz (Walmart Tuxpan, inaugurada en el mes de julio de 2010).
El 26 de noviembre del mismo año se inaugura la sucursal Walmart Nilo en el municipio de Tonalá, Jalisco, (municipio perteneciente al Área Metropolitana de Guadalajara) como parte del desarrollo comercial Altea Río Nilo, el cual se caracteriza por su ubicación en el terreno donde anteriormente estuvo el Centro de Espectáculos Rio Nilo Music Hall
Durante el año de 2011, Walmart ha realizado aperturas masivas de nuevas sucursales y con ello el 25 de marzo abrió su sucursal Walmart Patria en el municipio de Zapopan, Jalisco (municipio perteneciente al Área Metropolitana de Guadalajara), esto como una de las tiendas ancla del centro comercial Gran Patio Patria, propiedad de MRP. Posteriormente, el 30 de junio del mismo año, llega a la ciudad de La Piedad de Cabadas, Michoacán con la apertura de su primera tienda bajo su concepto de hipermercado (Walmart La Piedad) El 16 de octubre de 2011, Walmart abre su sucursal #200 en el municipio de Cuautitlán Izcalli, Estado de México con la sucursal Walmart Plaza del Lago, cuya sucursal contó con una inversión mayor a 240 millones de pesos para su construcción y realización, el cual con dicha sucursal el formato Walmart logra completar su segundo centenar de sucursales en México. y el 24 de noviembre del mismo año el formato Walmart llega al Estado de Oaxaca y con ello abre su primera sucursal del formato en la ciudad capital de Oaxaca de Juárez (Walmart Símbolos Patrios).
El 18 de diciembre de 2015, se inaugura la sucursal Walmart Club de Golf Valle Escondido en la ciudad capital de Chihuahua, cuya sucursal se caracteriza por ser un nuevo prototipo del formato Walmart Supercenter de menor tamaño, el cual consta de una tienda con superficie cercana a los 6000 m². (40% menor al formato regular de Walmart Supercenter), pero manteniendo sus características del formato tradicional estilo hipermercado en cuanto a surtido y variedad de productos.
En 2018 Walmart abre su primera tienda con servicio Pickup en la Avenida Mario Colín en el municipio de Tlalnepantla de Baz, en el Estado de México.
El 15 de mayo de 2018 termina operaciones y se cierra definitivamente la sucursal Walmart Plaza México del Área Metropolitana de Guadalajara en Jalisco tras 39 años de servicio a la zona inicialmente con el desaparecido formato de Aurrerá del Grupo Cifra, el cual poco más de un año más tarde fue reemplazado en su espacio por una tienda Selecto Chedraui de Grupo Comercial Chedraui, cuya inauguración se llevó a cabo a principios del mes de agosto de 2019 

### 2020 - 2021
El 19 de noviembre de 2020, en tiempos de Pandemia de COVID-19 en México, Walmart se expande en el Estado de Jalisco y con ello se inaugura al público la primera tienda Walmart en el municipio de Lagos de Moreno, perteneciente a la Región Altos Norte de dicha entidad (Walmart Lagos de Moreno), esto como una tienda ancla principal de la plaza comercial Portal Lagos de Moreno. Al año siguiente, durante 2021, Walmart ha realizado varias aperturas llegando a nuevas ciudades del país y con ello abrió sus primeras tiendas en las ciudades de Piedras Negras, Coahuila (Walmart Fuentes Piedras Negras el 6 de mayo); Fresnillo de González Echeverría, Zacatecas (Walmart El Fresno el 20 de julio); Iguala de la Independencia, Guerrero (Walmart Iguala el 5 de noviembre) y Ciudad Valles, San Luis Potosí (Walmart Cd. Valles el 15 de diciembre).

### 2022
Durante el año 2022 continúa su expansión por todo México realizando aperturas de tiendas, y con ello el 8 de marzo del mismo año Walmart llega por primera vez al Municipio de Purísima del Rincón, Guanajuato abriendo su primera sucursal en su tipo (Walmart Purísima del Rincón), siendo esta la primera tienda de autoservicio en establecerse en dicho municipio guanajuatense. Más tarde, el 30 de septiembre de 2022, se abre la sucursal #300 del formato en la ciudad de Playa del Carmen, Quintana Roo (Walmart Macroplaza Petempich), siendo esta a su vez su primera sucursal regenerativa de la compañía, el cual cuenta con más de 20 iniciativas de regeneración entre los que se destacan el manejar un sistema de tratamiento de agua y consumo eficiente de energía, contenedores para la separación correcta de basura, accesos para personas con capacidades diferentes, así como diversos elementos de instalación fabricados con plástico y material reciclado. Posteriormente, el 3 de octubre del mismo año, se inaugura la sucursal Walmart Villa Verde en la ciudad de Puebla, Puebla, en donde originalmente fuera una sucursal de Bodega Gigante, que tras la compra de las tiendas Gigante a Soriana en el año 2008, la sucursal fue reconvertida primeramente al formato Soriana Mercado desde el año 2008 hasta el año 2014, cuando por baja afluencia de clientes fue reconvertida al formato Soriana Express, a partir de ese mismo año hasta su cierre definitivo en 2018), esto como parte del complejo comercial Serviplaza Villa Verde de Gigante Grupo Inmobiliario.

### 2023
Durante el año 2023, Walmart suma más aperturas con la apertura de su primera tienda en Ciudad Acuña, en el Estado de Coahuila (Walmart Acuña), cuya apertura se llevó a cabo el 14 de noviembre de 2023. Posteriormente, el 13 de diciembre del mismo año se inaugura la sucursal Walmart Quiroga en la ciudad de Hermosillo, Sonora, siendo esta la tienda #3,000 de la compañía Walmart de México y Centroamérica, en el que con esta apertura la compañía logra llegar a las 3,000 tiendas en operación en México.

### 2024
El 25 de junio de 2024, Walmart inicia su plan de expansión geográfica del 2024 y con ello se expande al Sur de Jalisco con la inauguración de su primera tienda Walmart en Ciudad Guzmán (Walmart Cd. Guzmán Sur), esto en el Municipio de Zapotlán el Grande, siendo esta la sucursal #23 del formato Walmart Supercenter y a su vez la tienda #270 del Grupo Walmart en el Estado de Jalisco, cuyo corte de listón inaugural fue encabezado por el entonces presidente municipal de Zapotlán el Grande, Alejandro Barragán Sánchez, en conjunto con el director del contacto de la Secretaria de Desarrollo Empresarial del Estado de Jalisco, José Ignacio Ron, así como del Vicepresidente de Operaciones de Walmart Supercenter y Walmart Express, Eduardo Villareal Holguera y del director de Operaciones de Walmart Supercenter, José Manuel Castañeda, el cual se generaron 300 empleos a partir de su inauguración, en el que gracias a su apertura, se da inicio de forma oficial a la libre competencia de cadenas de supermercados en el municipio de Ciudad Guzmán, y a su vez dando por terminado el monopolio de supermercados a manos de Soriana por más de 16 años en dicho municipio, esto originado por la conversión de la tienda Gigante de Plaza Zapotlán a Soriana Mercado a principios del año 2008.
Posteriormente, el 25 de octubre de 2024, como parte de su expansión geográfica, abre su primera tienda en la ciudad de Silao, Guanajuato (Walmart Silao Norte), cuyo corte de listón inaugural fueron encabezados por la presidenta municipal de Silao, Melanie Murillo Chávez, en conjunto con el director de Relaciones Institucionales de Walmart de México y Centroamérica, Rodrigo Flores Amezcua y del director de Operaciones de Walmart Supercenter, José Manuel Castañeda, el cual se generaron un total de 250 empleos a partir de su inicio de operaciones.
El 3 de diciembre de 2024, Walmart abrió su primera tienda en la ciudad portuaria de Puerto Peñasco, Sonora (Walmart Puerto Peñasco), cuya inauguración y corte de listón fueron encabezados por el presidente municipal de Puerto Peñasco, Óscar Castro, el cual se generaron 129 empleos directos a partir de su inicio de operaciones, contando así con una inversión total de 280 millones de pesos en la edificación e inauguración del hipermercado, en el que con esta apertura, el formato Walmart Supercenter cerró su expansión geográfica del año 2024.

### Actualidad
Hasta la fecha, Walmart opera en los 32 Estados de la República.

## Descripción
Walmart es una cadena de hipermercados cuyo esquema de ventas es al menudeo. Son tiendas con un amplio surtido, desde abarrotes, perecederos y alimentos preparados, hasta ropa y mercancías generales. Sus dimensiones son de 8 metros de alto, 110 m de largo y 80 m de ancho. Son tiendas de autoservicio enfocados a consumidores ubicados en ciudades a partir de los 100,000 habitantes, cuya superficie de venta son de los 6,000 hasta los 11,000 metros cuadrados, cuenta con una galería comercial que la compañía renta a terceros, en el cual ofrecen y comercializan productos y servicios para el consumidor. Actualmente Walmart, siendo hipermercado, compite con conceptos de tienda similares como H-E-B, Costco Wholesale, Tiendas Soriana, mediante sus formatos Soriana Híper y Soriana Plus, Chedraui en sus formatos Chedraui y Selecto Chedraui, La Comer de Grupo La Comer y Casa Ley, bajo su formato Casa Ley Fiesta Europea, entre otros más.

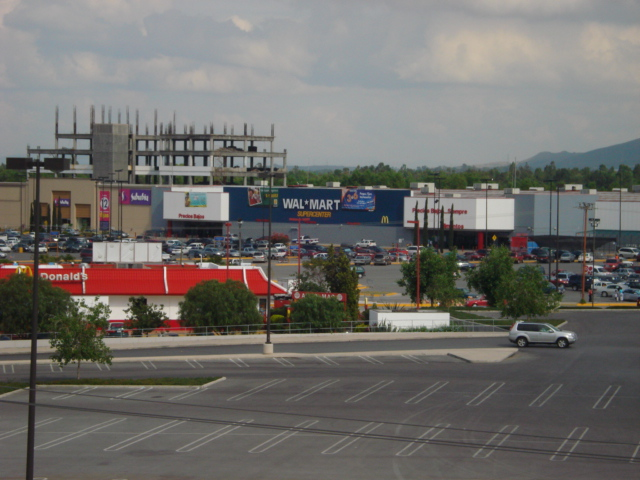
Un hipermercado Walmart en San Luis Potosí

## Presencia en estados

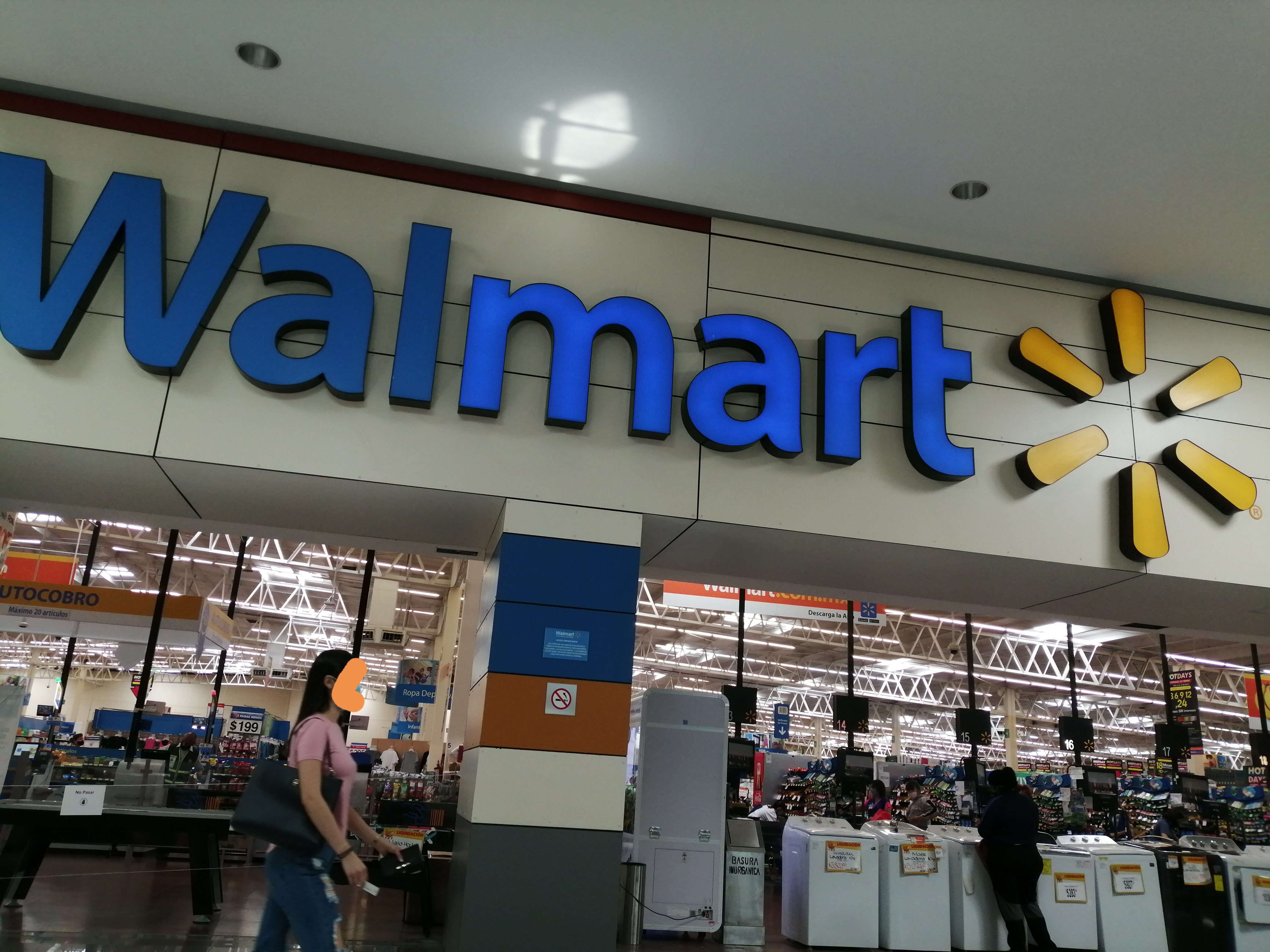
Supercenter Patria en Guadalajara

Walmart tiene presencia en los 32 estados de la República Mexicana. Walmart normalmente está presente en ciudades de más de 100,000 habitantes. Sin embargo, se han instalado en ciudades donde estaba en presencia Bodega Aurrera hasta el año 2009. Actualmente, cuenta con 287 sucursales a nivel nacional.

## Controversias

### Investigación por corrupción y soborno
El 21 de abril del año 2012, el diario estadounidense The New York Times publicó que Walmart de México presuntamente pagó sobornos por hasta 24 millones de dólares para obtener permisos para construir tiendas a fin de ganar dominio en el mercado mexicano.
Eduardo Castro-Wright, ex CEO de Walmart durante el periodo del año 2002 al año 2004, fue presuntamente el principal responsable de la estrategia que involucró a varios ejecutivos en el escándalo de corrupción de la empresa. De acuerdo con The New York Times, Sergio Cicero Zapata, un exejecutivo de Walmart de México, fue quien en el año 2005 reveló a un abogado de la empresa cómo fue el pago de sobornos.
El caso de soborno, causó al cierre del mes de abril del año 2012, una baja en las acciones de Walmart de 12.01% dentro de la Bolsa Mexicana de Valores y 4.66% en Wall Street. Así mismo, la situación generó dificultades para la compañía en sus planes de expansión, ya que varias ciudades en los Estados Unidos le negaron la construcción de nuevas sucursales, tales como las ciudades de Los Ángeles y Boston.

## Otras referencias
- Enrique Krause, Walmart de México, una historia de valor y compromiso, Editorial Clio.
- Archivado el 18 de enero de 2013 en Wayback Machine.

- Datos: Q6166147